# Harmonie
Pour les articles homonymes, voir Harmonie (homonymie).

Harmoniques

En musique, l'harmonie est le fait que divers sons perçus ensemble concordent ou vont bien ensemble : par exemple, lorsque la musique jouée par plusieurs instruments semble harmonieuse. De manière plus générale, c'est l'étude des relations note par note entre les diverses lignes mélodiques d'un morceau.
Dans la théorie de la musique occidentale, l'art de l'harmonie étudie la construction des accords, les principes qui les gouvernent et leurs enchaînements. On parle alors de l'aspect « vertical » (instruments simultanés) de la musique par opposition à la dimension « horizontale » (mélodie).
Dans son acception la plus courante, relative aux simultanéités dans la musique, l'harmonie a suscité une abondante littérature, depuis Platon et Aristote, jusqu'à Hindemith ou Messiaen. Cependant, même dans ce domaine précis, le terme peut revêtir différentes significations — historiquement liées :
- la plus large : composante musicale intégrant des simultanéités
- la plus étroite : science des accords
- en passant par les différentes évolutions du concept au XXe siècle.

Le terme harmonie est dérivé du latin harmonia, signifiant initialement « arrangement », « ajustement », et désignant plus précisément la manière d'accorder la lyre, lui-même tiré d'un terme grec équivalent signifiant (dans ce sens) concordance, adéquation, harmonie.

## Histoire
C'est Olympos, fils d'Héraclès et d'Euboée, qui serait l’inventeur mythologique de l’harmonie.

## Description
Le mot provient du grec ἁρμόζω / harmózô, « joindre, faire coïncider, adapter, emboîter ».
Dans son sens le plus large, le mot harmonie désigne traditionnellement une des quatre composantes de la musique — les trois autres étant le rythme, la mélodie et le timbre. L'harmonie relève de l'utilisation délibérée de fréquences simultanées, dans la perspective d'apporter relief et profondeur au chant ou au jeu instrumental : elle représente donc l'aspect vertical de la musique, tandis que la mélodie en représente l'aspect horizontal (relativement au sens de lecture d'une partition : la lecture horizontale décrit la succession de notes qui composent la mélodie, la lecture verticale décrit la ou les notes jouées simultanément).
L'harmonie dans son sens large inclut la polyphonie et s'oppose ainsi à la monodie médiévale, et, plus généralement à tout type de musique traditionnelle jouée ou chantée à l'unisson.
Un instrument de musique est dit « harmonique » ou « polyphonique »  quand il est capable de jouer plusieurs sons simultanés et de créer des accords : comme la plupart des instruments à clavier (piano, orgue, clavecin, accordéon, harmonium, etc.), les instruments à cordes pincées de type luth, les instruments à cordes pincées ou frappées de type cithare. Les autres instruments sont le plus souvent mélodiques et ne peuvent produire qu'un son à la fois, mais certains instruments à corde peuvent produire deux sons en même temps.
L'usage éventuel de simultanéités délibérées sera qualifié « d'hétérophonie » plutôt que d'harmonie.
La notion d'harmonie est liée à une éducation de l'oreille, et soumise à une évolution historique : ainsi les auditeurs du XXIe siècle auront du mal à entendre un accord de neuvième comme dissonant, alors même que ce type d'accord était proscrit à l'ère baroque. Ce n'est d'ailleurs qu'au cours du Moyen Âge que les intervalles de tierce — base de l'harmonie classique — ont été considérés comme consonants. Auparavant, seuls l'unisson, l'octave, la quinte et la quarte l'étaient.
Pour comprendre la notion d'harmonie, il faut se reporter au phénomène sonore lui-même. Chaque son émis par un corps sonore mis en vibration — corde, peau, métal, etc. — produit une note fondamentale que l'oreille perçoit et dont on peut aussitôt identifier la hauteur. Dans le même temps, sont émis d'autres sons, appelés harmoniques, que l'on peut entendre par exemple en écoutant une note sur un piano au cours de son évolution : les sons harmoniques deviennent progressivement perceptibles à l'oreille lorsque la fondamentale s'atténue.
Mais l'explication des origines de l'harmonie par l'acoustique et les harmoniques du son fondamental a ses limites : ainsi, dans la théorie de Rameau, l'accord parfait mineur — do mi bémol sol — est une sorte d'anomalie, puisque le mi bémol n'est pas un des harmoniques de do. On peut remarquer cependant que ces trois notes ont beaucoup d'harmoniques communs : ainsi le cinquième harmonique de mi bémol est le sol, qui est aussi un des harmoniques de do (et de sol, bien sûr).

### Antiquité grecque
Parmi les différentes civilisations antiques, la civilisation grecque mérite d'être traitée à part en matière de musique, d'une part parce qu'un certain nombre de textes décrivant et commentant son système et sa pratique, sont parvenus jusqu'à nous, d'autre part parce qu'elle a souvent servi de point de départ aux théories savantes sur la musique médiévale. À ce titre, la musique de la Grèce antique peut être considérée comme l'une des sources de la musique occidentale, mais aussi de la musique classique arabe, même si les théoriciens médiévaux interprétaient ce qu'ils savaient de la musique grecque.
- La musique des Grecs anciens — telle qu'on la connaît à travers les textes philosophiques et les traités d'harmonie, dont le premier est celui d'Aristoxène de Tarente, un élève d'Aristote qui se démarque de la pensée de son maître — apparaît fortement imprégnée de concepts philosophiques : théorisation de « l'éthique musicale » par Platon[4] puis Aristote qui s'inspiraient de la pensée pythagoricienne, respect des rapports mathématiques qui « régissent l'univers », la musique comme une « source de sagesse », etc.

Le système dit des « harmonies » n'était pas une théorisation des usages en matière de simultanéités sonores, mais une description des échelles de base, fondées sur l'accord de la lyre — c'est-à-dire, la « manière d'accorder » cet instrument — : aspects de l'octave, choix de la note fondamentale, succession des intervalles conjoints, etc.
- L'échelle mélodique en usage, l'accord pythagoricien, est produit par la « génération des quintes » sur un monocorde. Pythagore ayant remarqué que la hauteur du son est inversement proportionnelle à la longueur de la corde, avait défini les rapports harmoniques comme des rapports de longueur — ou des rapports de fréquence. Par exemple, l'octave correspond au rapport 2/1, la quinte au rapport 3/2, la quarte au rapport 4/3, et ainsi de suite. Ces trois intervalles étaient par ailleurs considérés comme les principales consonances du système musical — cette conception sera maintenue jusqu'à la fin du Moyen Âge.

Dans l'Antiquité, la musique était monodique et le son était donc un élément simple sans aucune notion d'accord. Ce qui n'empêchait pas de jouer des simultantéités sonores — au moins en ce qui concerne certains instruments qui se prêtaient à ce type d'expérience : l'aulos (en duo avec un chanteur), la lyre, la harpe, etc.

### Moyen Âge
Ce n'est qu'au milieu du Moyen Âge que va se produire ce grand bouleversement qu'est la naissance de la notation musicale. La tentative de fixer la musique sur le papier entraînera l'invention du solfège — qui ne trouvera sa forme définitive qu'à la Renaissance — ainsi que le développement du concept de partition, ceci, au détriment de la mémoire et de la transmission orale.
- Le système harmonique en usage dès l'époque carolingienne, est plus proprement appelé la polyphonie : la musique médiévale superpose et articule plusieurs voix ou lignes mélodiques sans considérer encore que cette superposition forme des accords ; le travail polyphonique y est contrapuntique et jamais harmonique : il ne s'attache pas à la succession des accords. Les premiers témoignages écrits des expérimentations en matière de simultanéités sonores nous montrent que l'évolution de la notation musicale et les progrès en matière d'écriture polyphonique sont intimement liés : ce sont, semble-t-il, les nécessités de la polyphonie qui ont entraîné l'élaboration du solfège.

- Le système musical médiéval est de nature modale, et l'échelle en usage est l'accord pythagoricien, hérité de la Grèce antique.

- Au cours du Moyen Âge, c'est surtout la quinte juste qui est considérée comme l'intervalle consonant par excellence.

- Au IXe siècle, les mouvements harmoniques utilisés sont les suivants.
  - Le mouvement oblique — c'est le principe du bourdon des instruments populaires, tel que la vielle à roue ou le biniou.
  - Le mouvement parallèle que l'on retrouve, tout d'abord, dans l'organum — succession de quintes ou d'octaves harmoniques — mais également, un peu plus tard, dans le gymel — succession de tierces ou de sixtes harmoniques.

- Ces premiers essais d'écriture de mouvements obliques ou parallèles sont en fait assez modestes. Ils s'apparentent somme toute, aux musiques traditionnelles de certaines parties du Globe, qui pratiquent une polyphonie spontanée. Au fond, la musique savante de cette période se contente d'utiliser l'écrit pour aller vers plus de cérébralité et se doter d'une théorisation : le musicien ne se contente plus « d'agir », désormais, « il agit en connaissance de cause ».

- Au XIIe siècle, cependant, le système de composition se fait plus complexe. L'utilisation du mouvement contraire — technique du déchant — et l'indépendance des voix qui en résulte, permettent la véritable naissance du procédé d'écriture baptisé contrepoint. Celui-ci, pour l'essentiel, consiste en une superposition de mélodies : « l'accord » — qui n'existe pas encore en tant que concept — n'est alors que le résultat fortuit de la simultanéité d'intervalles harmoniques produite par cette superposition.

### Renaissance
La Renaissance marque la transition entre la polyphonie et l'homophonie, et entre le système modal médiéval et le système tonal du siècle suivant — XVIIe siècle. C'est, somme toute, l'apparition de l'harmonie au sens strict et contemporain du terme lequel, rétrospectivement, implique qu'il n'y avait à proprement parler pas d'harmonie auparavant : la musique médiévale était polyphonique, la notion d'accord lui était étrangère et elle n'effectuait donc aucun travail sur l'enchaînement des accords.
- L'harmonie des XVe et XVIe siècles — toujours appelée polyphonie — comporte les caractéristiques suivantes.
  - La musique est essentiellement consonante : les accords utilisés sont des accords de trois notes — la septième et la neuvième, en tant que notes dissonantes au sein d'un accord, ne seront utilisées qu'au cours des époques ultérieures.
  - La basse devient progressivement indépendante : alors qu'au cours de la période précédente, elle était une mélodie comme une autre, elle est désormais traitée comme une partie chargée d'une fonction spécifique.
  - La sensible est employée de manière systématique : elle sera la marque de la musique tonale, comme la sous-tonique était celle de la musique modale.
  - Les chromatismes — très fréquents dans le madrigal — les modulations, les marches d'harmonie, les cadences, font leur apparition.

- C'est à cette époque que la tierce est définitivement considérée comme un intervalle consonant, et que l'on passe d'accord pythagoricien à la gamme zarlinienne.

- L'accord au sens moderne du terme, n'est pas encore pleinement théorisé, et le système d'écriture musicale demeure le contrepoint, qui connaît son apogée au cours de cette période.

## Harmonie tonale
En musique classique, l'harmonie peut désigner la simple utilisation d'accords, on parle alors de polyphonie (système musical en usage de la fin du Moyen Âge à la fin de la Renaissance). Dans son sens le plus étroit, elle désigne la discipline étudiant la disposition et l'enchaînement des accords. Elle est alors qualifiée de « tonale » puisqu'elle est indissociable du système tonal en tant que système d'écriture musicale. L'harmonie classique ou tonale est le système musical qui se substitue à la polyphonie à partir du XVIe siècle, et qui, durant plus de trois siècles, restera le système de référence de l'écriture des simultanéités dans la musique occidentale savante.
L'harmonie n'est pas seulement une théorie statique visant à classifier les accords selon certaines règles, que celles-ci soient naturelles — c'est-à-dire fondées sur des harmoniques communs — ou bien artificielles — c'est-à-dire fondées sur l'éducation de l'oreille et le goût d'une époque. L'harmonie, c'est aussi l'étude des enchaînements d'accords, qui, en utilisant notes de passage, retards, dissonances passagères, permet de structurer une œuvre de musique tonale. Écrire l'histoire de l'harmonie, de Monteverdi à Schönberg, c'est quasiment écrire « l'histoire de la musique tonale ».

### Le concept d'accord
La notion d'accord, en tant que simultanéité sonore synthétisée, donc perçue comme une unité spécifique, succède à celle d'intervalle harmonique en usage depuis le Moyen Âge. En harmonie tonale, un accord est une entité particulière, définie comme une combinaison simultanée d'au moins trois notes de noms différents, disposées au départ sous la forme d'une superposition de tierces.
Le mot accord, en tant que concept renvoyant à un ensemble de sons simultanés, ne semble pas antérieur au XVIe siècle.
Il faut bien entendu distinguer « l'accord » en tant qu'élément de l'harmonie, de « l'accord » en tant que réglage des fréquences d'un instrument par rapport au diapason, ou encore, de « l'accord » en tant que manière de réaliser ce réglage. On peut alors utiliser le terme accordage pour éviter toute ambiguïté.
- La structure de l'accord correspond globalement aux harmoniques du son, mis en évidence par la science acoustique au XVIIIe siècle, mais pressentis par les musiciens bien avant cette époque.

- L'harmonie tonale connaîtra des accords de trois notes (ou accords de quinte), de quatre notes (ou accords de septième) et de cinq notes (ou accords de neuvième). Les accords de plus de cinq notes ne sont pas pris en considération par l'harmonie classique.

### Le procédé d'écriture contrapuntique
Le contrepoint est de plus en plus en retrait. Il subsistera toutefois en tant que discipline enseignée dans les conservatoires et écoles de musique, afin de contribuer à la formation des musiciens.
- Dès le début du XVIIe siècle cependant, il est concurrencé par un autre procédé, appelé monodie ou « mélodie accompagnée » : de même que le contrepoint est la technique d'écriture associée à la polyphonie, la monodie est la technique d'écriture associée à l'harmonie tonale.

- Le système tonal et harmonique a été théorisé par le compositeur baroque Jean-Philippe Rameau. Dans son Traité de l'harmonie réduite à ses principes naturels celui-ci remarque que la résonance d'un corps sonore s'accompagne de l'émission de sons dits « harmoniques » — qui seront plus tard analysés par le physicien Helmholtz — et en déduit que l'harmonie est consubstantielle à la musique elle-même (plus encore que la mélodie) puisqu'un son fondamental porte en lui-même sa propre harmonie comme, écrit-il, « une sorte de chant intérieur ».

- L'harmonisation est le procédé d'écriture musicale consistant à ajouter à une mélodie préexistante, une ou plusieurs voix simultanées, généralement sous la forme d'une succession d'accords, conformément aux règles de la tonalité.

### Les caractéristiques du système
La pierre angulaire du système tonal est le principe de « tension-détente » condensé dans la cadence parfaite, à savoir, succession d'un accord dissonant, chargé de tension, et d'un accord consonant ou accord stable — accord parfait — apportant la détente.
- La notion de tension a évolué au cours des siècles, puisque chaque génération d'auditeurs s'est en quelque sorte accoutumée aux dissonances. C'est pourquoi il est important pour l'analyste moderne de se remettre dans la peau des contemporains de l'œuvre qu'il étudie. Ainsi, les sonates de Mozart ou Haydn, relativement simples sur le plan tonal, recèlent en fait de nombreuses dissonances, que le romantisme a effacé par son effusion de tensions (cf Schumann ou Liszt). Cette surenchère historique a amené les compositeurs du XXe siècle à essayer de nouvelles voies atonales pour continuer à surprendre l'auditeur.

- Au XVIIIe siècle, le système du tempérament égal vient se substituer aux gammes pythagoricienne et zarlinienne afin de simplifier l'échelle chromatique, et permettre ainsi de moduler et  transposer dans toutes les tonalités, même les plus éloignées.

- On notera l'importance accordée à la basse, comme symétrique de la mélodie dans le grave, et, en conséquence, le rôle plus effacé des parties intermédiaires, ces dernières constituant souvent un simple complément harmonique.

En harmonie tonale, une pièce musicale peut être notée sur seulement deux portées, la première affectée à la mélodie, la deuxième, à la basse, avec, entre les deux, un certain nombre de chiffres figurant les accords à réaliser sur un instrument harmonique — clavecin, luth, etc. Ce procédé, très en vogue à la période baroque, est appelé « basse continue ».

## L'harmonie auXXesiècle
Au début du XXe siècle, l'harmonie classique perd le monopole de l'écriture musicale savante. Elle évolue alors dans plusieurs directions divergentes.

### L'harmonie et les nouveaux systèmes musicaux
Les structures traditionnelles sont remises en question par bon nombre de compositeurs — Debussy, Schönberg, etc. Le système tonal éclate, les anciennes échelles sont souvent abandonnées, etc. Dans les nouveaux systèmes inventés de toutes pièces — musique sérielle, musique aléatoire, musique concrète, etc. — l'harmonie classique ne trouve plus sa place. Celle-ci en effet peut difficilement survivre en dehors de la tonalité et des échelles traditionnelles, échelle diatonique et échelle chromatique.

### L'évolution de l'harmonie dans la musique tonale
Lorsque les compositeurs font le choix de travailler dans la musique tonale, ou modale, ou tout au moins, dans des gammes reproductibles sur l'échelle chromatique habituelle, ils utilisent parfois l'harmonie, mais ne manquent pas de faire évoluer celle-ci, au gré de leur inspiration ou de leurs recherches : par exemple, en inventant de nouveaux accords, toujours plus chargés : accords de six notes, accord de sept notes, ou encore, en trouvant des simultanéités inanalysables selon les règles classiques — simplement appelées agrégats.

### L'enseignement de l'harmonie
L'harmonie classique telle qu'elle s'est développée du XVIIe au XIXe siècle subsiste, cependant elle n'a pas pris en compte les évolutions du XXe siècle : elle s'arrête généralement à l'étude des accords de cinq notes. Celle-ci est désormais devenue une discipline enseignée dans les conservatoires et les écoles de musique, au même titre que la composition ou le contrepoint. Ces trois disciplines sont regroupées dans les conservatoires dans les classes dites "d'écriture".

### L'utilisation de l'harmonie dans les autres types de musique
Les ressources de l'harmonie classique sont également adoptées par le jazz, et les musiques populaires plus ou moins apparentées à ce genre musical : blues, rock, variété, etc. Cette utilisation est effectuée cependant au prix d'un certain nombre d'aménagements, notamment en matière de notation des accords.
L'harmonie s'entend alors quasiment exclusivement verticalement, faisant abstraction du contrepoint. Les accords sont notés, non pas pour les notes qu'ils contiennent effectivement dans la partition, mais plutôt comme un champ de pôles d'attraction à un instant donné. C'est spécifiquement le cas dans la musique Jazz, où les accords, bien qu'ils contiennent en théorie un grand nombre de notes, ne sont en réalité que réduits à des formes contractées, où seules les dissonances, qui donnent la couleur spécifique d'un accord sont jouées.

## Les autres sens du mot harmonie

### Un ensemble de sons agréables
Une harmonie peut ensuite renvoyer à un ensemble de sons agréables à l'oreille (successifs ou simultanés), évoquant une « musique harmonieuse ».
Par exemple : « l'harmonie » du chant des oiseaux.
En poésie, on peut parler également de « l'harmonie » d'un vers, pour en désigner les effets sonores — rimes, assonances, allitérations ou consonances, accents toniques, intonation prosodique, etc.

### Un type d'orchestre
Une harmonie — ou orchestre d'harmonie — est un orchestre composé, pour l'essentiel, d'instruments à vent : bois et cuivres. S'y ajoutent des percussions et quelques instruments à cordes (contrebasse à cordes, harpe, parfois piano).

### Sens extra-musical
Le terme Harmonie peut cependant recevoir plusieurs autres significations, en relation ou non avec la musique et les sons, c'est-à-dire qu'outre l'oreille, il s'adresse aux yeux et constitue une appréciation de la valeur agréable dans la communication de caractère général. Communication picturale, architecturale dans les arts, et relationnelle dans les sociétés.
De manière très générale, le mot harmonie signifie « bonnes relations », « concordance », « entente », entre des personnes ou des personnes et des objets.
- C'est ainsi, par exemple, qu'à propos d'un tableau, d'un vêtement, d'un décor, etc., on pourra parler de « l'harmonie des couleurs ».
- On pourra dire également, en parlant de personnes cette fois, que celles-ci s'entendent bien et travaillent toujours en bonne « harmonie ».
- En architecture et sculpture, dans le rapport homme et objet perçu, l'harmonie est l'ensemble « Proportions agréables, beauté des lignes, des volumes, des formes. »[6].

Du point de vue philosophique, en particulier dans la Grèce antique, on peut considérer l'harmonie comme le fait pour tous les éléments d'un tout d'être à la place qui leur est destinée, de telle sorte que le tout est meilleur que la somme des parties. L'harmonie est ainsi une propriété structurelle de ce tout.